# Џорџ Родни
Џорџ Брајџес Родни, 1. барон Родни (енгл. George Brydges Rodney, 1st Baron Rodney; Волтон на Темзи, 13. фебруар 1718 — Лондон, 24. мај 1792) је био британски поморски официр. Најпознатији је по свом командовању у Америчком рату за независност, посебно својој победи над Французима у бици код Острва светих 1782. Често се тврди да је он био командант који је први користио тактику „разбијања линије“.
Родни је потицао из познате, али осиромашене породице, па се отиснуо на море у својој четрнаестој години. Његова прва велика борба била је друга битка код рта Финистер 1747. Родни је током 1740-их стекао велике суме новца које је добио као награде. То му је омогућило да купи велико имање и место у Дому комуна. Током Седмогодишњег рата, Родни је учествовао у великом броју амфибијских операција као што су напади на Рошфор и Авр и опсада Луисбурга. Постао је чувен по својој улози у освајању Мартиника 1762. Након Париског мира, Роднијева финансијско стање је стагнирало. Потрошио је велике суме новца да би спровео своје политичке амбиције. До 1774. је упао у велике дугове и био је приморан да напусти Британију како би побегао својим повериоцима. Завршио је у француском затвору, где је био када је објаљен рат 1778. између Француске и Велике Британије. Захваљујући једном добротвору, Родни је успео да испослује своје ослобађање и врати се у Британију, где поново именован за команданта.
Родни је успешно олакшао положај Гибралтара током Велике опсаде и поразио шпанску флоту у бици код рта Свети Винсент 1780, познате и као битка по месечини, јер је вођена ноћу. Касније је постављен у Западним Индијама, где је био укључен у контроверзно заузимању Светог Еустахија 1781. Те исте године се вратио кући јер је патио од лошег здравља. Током његовог одсуства Британци су изгубили кључну битку у заливу Чесапик што је довело до предаје код Јорктауна.
За неке је Родни контроверзна личност, оптужена да је опседнут новчаним наградама и непотизмом. Ово је дошло до врхунца пред његово заузимање Светог Еустахија, због чега је био оштро критикован у Британији. Налог за његов опозив је послат када Родни однео одлучујућу победу у бици код Острва светих у априлу 1782, што је отклонило француску претњу по Јамајку. По повратку у Британију, Родни је постао пер и добио годишњу пензију од 2.000 фунти. Живео је повучено све до своје смрти 1792.
Употреба имена Родни као личног имена потиче од презимена адмирала Роднија. Оно је постало популарно име за мушкарце крајем 18. века.